# Lornah Kiplagat
Pour les articles homonymes, voir Kiplagat.
Lornah Kiplagat, née le 1er mai 1974 dans le district de Keiyo au Kenya, est une athlète néerlandaise d'origine kényane spécialiste du courses de fond. Elle obtient ses meilleurs résultats lors des courses sur route. Elle ouvre également un centre d'entrainement, destiné principalement aux coureuses kényanes.

## Éléments biographiques
Elle commence à courir vers 1994, et fréquente un des camps d'entraînements mixtes ouverts au Kenya par des équipementiers, des managers ou d'anciens champions. Mais les perspectives sportives pour les femmes y sont encore limitées, sans qu'elles soient placée à pied d'égalité avec les athlètes masculins : « La plupart du temps, ils nous demandaient de faire leur lessive ou de nettoyer leurs chaussures. Je trouvais ça injuste », explique-t-elle. Elle part ensuite s'entrainer en Allemagne. Mais, si elle y découvre l'électricité et l'eau courante, la vie sur place, sur cette terre étrangère, dans une maison avec une quinzaine de marathoniens hommes lui pèse. En 1997, elle gagne le marathon de Los Angeles, et grâce à cette victoire, elle offre une maison à ses parents. La même année, lors de sa première participation au marathon de Londres, elle rencontre celui qui va devenir son mari et son entraîneur, le néerlandais Pieter Langerhorst.
Elle adopte la nationalité néerlandaise et court depuis 2003 sous les couleurs de ce pays. Le couple s'installe à Groet, un village à proximité d’Alkmaar, sur la côte, mais séjourne aussi, et s’entraine une grande partie de l'année au Kenya. Désireux de concrétiser un désir de Lonah Kiplagat, ils y achètent un terrain en 1998 et y ouvrent en 2000 un centre d’entraînement, au début fort rustique, en haute altitude et destiné essentiellement, initialement, à l'entrainement de coureuses kényanes. Il est situé à Iten, dans la vallée du Rift,. Le centre est devenu le HATC : High Altitude Training Centre, avec piscine, salle de musculation, etc. Il a participé à la renommée du lieu pour les athlètes, et la localité compte désormais plusieurs centres d'entraînement et plusieurs hôtels. Des centaines d'étrangers, dont des membres de l'élite mondiale, tels  Mo Farah, ou  Paula Radcliffe, ainsi que des membres de la famille de Lornah Kiplagat, comme Hilda Kibet, s'y sont entraînés.

## Palmarès

### Jeux olympiques
- Jeux olympiques de 2004 à Athènes ( Grèce)
  - 5e sur 10 000 m

### Championnats d'Europe d'athlétisme
- Championnats d'Europe d'athlétisme de 2006 à Göteborg ( Suède)
  - 5e sur 10 000 m

### Marathons internationaux
- Marathon de Los Angeles
  - Vainqueur en 1997
  - Vainqueur en 1998
- Marathon d'Amsterdam
  - Vainqueur en 1999
- Marathon d'Osaka
  - Vainqueur en 2002

### Championnats du monde de cross-country
- Championnats du monde de cross-country IAAF 2006 à Fukuoka ( Japon)
  -  Médaille d'argent en cross long (derrière Tirunesh Dibaba)
- Championnats du monde de cross-country IAAF 2007
  -  Médaille d'or